# Class FM
A Class FM magyarországi, országos lefedettséggel rendelkező kereskedelmi rádió volt, 2016-tól 2018-ig internetes rádióadó. Adását 2009. november 19-én kezdte meg, miután tulajdonosai győztesen kerültek ki az ORTT által a korábban a Danubius Rádió által használt frekvenciacsomag használatára kiírt pályázatból.

## Története

### A rádió indulása és története
Az új rádió, mely a kezdetekben Klassz Rádió néven volt ismeretes, 2009. október 28-án kötötte meg az Országos Rádió és Televízió Testülettel a működésének alapjául szolgáló műsorszolgáltatási szerződést, mivel megnyerték a Danubius frekvenciacsomagjára kiírt pályázatot. A Class FM-et működtető Advenio Zrt. tulajdonosi köre indulás óta átfedésben áll a magyarországi jobboldalhoz köthető sajtótermékek (Heti Válasz, Magyar Nemzet és Lánchíd Rádió) tulajdonosi körével. A rádió stúdiójának kialakításával csupán az indulást megelőző napon végeztek. A rádió célcsoportként a 35 év fölötti, vidéki és családos emberek jelentették. A tulajdonosok az indulás előtti időszakban sikeresen egyeztek meg a búcsúzó Danubius legfontosabb műsorvezetőivel, köztük Sebestyén Balázzsal és Jáksó Lászlóval, így azok már a rádió működésének kezdetén bekapcsolódtak a műsorok készítésébe.
A Class FM 2009. november 19-én, apró csúszással, 0 óra 1 perc 16 másodperckor kezdte meg a sugárzást. Először Szedő Miklós Halló, halló, itt Rádió című 1930-as dala szólt, majd a Tankcsapda Mennyország Tourist című száma hangzott el az éterben. Az első bejelentkezések alkalmával még a Klassz Rádió nevet is használták, ám ezt folyamatosan elhagyták. Az első szlogen "Nekem bejön" volt, amit 2010 elején cseréltek le, ezzel együtt a zenei kínálat is megváltozott. A rádió indulása utáni időszak alternatív zenéi fokozatosan eltűntek a rotációból és felvették a mainstream-ebb Danubiusra hajazó arculatot.
Az országos frekvenciacsomag használati jogát elveszítő Danubius kezdeményezte pert a Class FM tulajdonosai részben megnyerték. Bár a bíróság első fokon, majd jogerősen is kimondta, hogy az Advenio Zrt. pályázatát alaki hibák és megalapozatlan üzleti terve miatt ki kellett volna zárni, de a Class FM frekvenciahasználati jogát nem vonatta vissza. Működésének első évében a rádió Magyarország leghallgatottabb kereskedelmi rádióadója volt.
Első hír és audio arculatparkját 2011 nyarán cserélte le, majd 2011. október 24-én következett be egy újabb változás: pörgős, dinamikus, nyugati rádiókat idéző hírek szignál készült, reklám nélkül indult az óra egy toplistás zenével. A Class FM honlapja 2012. október 3-án újult meg, és ehhez dukált az október 4-i második audio arculatpark lecserélése, így már 90%-ban gépies, elektro stílusa lett a szignáloknak. Ezeket 2013-ban azonban fokozatosan eltávolították, valamint a rádió felvette az utolsó szlogenjét.
A Class FM által kibocsátott közlemény szerint 2014 szeptemberétől Jáksó László és Csiszár Jenő közös megegyezés alapján távozott a rádiótól, műsoruk 2014 augusztusával megszűnt.
2016. április 23-án a Blikk írt arról, hogy két műsorvezető, Kovács Áron és Kiss Orsolya is felmondtak a rádiónál. Ezt a hírt Kisó Facebook oldalán meg is erősítette. Az utolsó Class Magyarok 2016. április 24-én került adásba, amelyet május 1-től Szani Roland vett át. Az utolsó Class 40 Kovács Áronnal 2016. május 1-jén volt hallható. A műsort 2016. május 8-ától Abaházi Csaba vezette tovább.
Turi Árpád vezérigazgató 2016. május 23-án rendkívüli sajtótájékoztatón számolt be arról, hogy 2016. május 17-én eladták a Class FM-et működtető Advenio Zrt. 100 százalékos tulajdonrészét a régi 1998 és 2009 között működő Sláger Rádió tulajdonosának, a Sláger Rádió Zrt.-nek. Az új tulajdonos arról számolt be, hogy meg kívánja tartani a brandet és nem kíván nagy átalakításokba kezdeni egyelőre.

### Az országos frekvencia elvesztése
A Médiatanács 2016. augusztus 1-jén elutasította a Class FM kérelmét, hogy további öt évre lehetőséget kapjon a sugárzására, és ezzel együtt döntöttek egy új, a jelenleginél nagyobb lefedettségű frekvenciacsomag megpályáztatásáról is. A hivatalos közlemény szerint a médiapiac változása, valamint a médiatörvény hatályba lépése óta elkövetett szabálysértések miatt (melyek zömmel a rádión hallható, nagy népszerűségnek örvendő reggeli Morning Show-ban történtek meg) nem hosszabbították meg a frekvenciaengedélyt, azonban van lehetőség a sugárzás folytatására, nyertes pályázat benyújtása esetén. Az Advenio Zrt. közleményében bejelentette, hogy indulni fognak a pályázaton, hisz "céljuk a folytonosság biztosítása a márka és a hallgatói bázis számára." Ellenkező esetben 2016. november 19-én - a rádió 7. születésnapján - a Class FM elhallgat.
2016 augusztusától változott az addig megszokott zenei rotáció: sokkal több '80-as és '90-es sláger, valamint lényegesen több magyar dal volt hallható az éterben. A műsorstruktúrát is átalakították, megszűnt a Class Dance Chart, a Class Remix, a Class 40 szombati ismétlése. Megújult a Class Night, ami lassabb tempójú smooth, chill zenéket sugárzott ezentúl, és hosszabb lett a szombati Kívánságműsor, valamint a vasárnapi Class Magyarok is. "A Class FM az egész napot átívelő műsorstruktúrával igazodik a legújabb hallgatói szokásokhoz. Magyarország meghatározó rádiójaként hivatás és kötelesség is a hallgatók számára színvonalas műsort készíteni, ami egyúttal amellett, hogy szórakoztat, hasznos és fontos tartalmat is ad” – magyarázta Bolla Zsolt, programtanácsadó. Eközben az NMHH Médiatanácsa a Class FM sugárzási engedélyének elutasításáról szóló rendeletét jogerőssé tette.
Alig másfél hónappal a várható megszűnés előtt a Morning Show stábja egy utolsó országjáró turnéra indult, melynek utolsó napján Budapesten egy hajóról jelentkeztek. A hét végén kisorsoltak egy Suzuki gépkocsit. Az ősz folyamán tovább változott a zenei kínálat és a műsorstruktúra: a vasárnapi Class 40 szombatra került át, valamint vasárnap este új műsor indult Class Top 10 America néven, amelyet a női station voice, Hársligeti-Kovács Boglárka vezetett.
Pontosan egy héttel a frekvencia-engedély lejárta előtt kezdték el "A zene nem áll meg" és "Kövess bennünket!" kampányt, amely által közölték, hogy a Class FM november 20-tól az interneten folytatja a sugárzást. Minden óra végén különböző felhívásokkal próbálták a hallgatókat átszoktatni a különböző internetes felületekre, ahol továbbra is elérhetik kedvenc műsoraikat.
2016. november 15-én a Class FM kiadott egy közleményt, melyben közölték, hogy a rádió "csak" az analóg adással áll le és jelenleg olyan átalakításokat hajtanak végre, amelyek elengedhetetlenek a jövőbeni megfelelő műsorszolgáltatáshoz. Továbbá közölték azt is, hogy minden műsorvezetőnek - köztük a Morning Show munkatársainak is - december 31-ig van érvényes szerződése a rádióval, azonban Sebestyén Balázs ezentúl tévés szereplésére kíván koncentrálni, ezért az utolsó 3 napon Best Of Morning Show adás lesz hallható. Sebestyén Balázs viszont a Facebook oldalán egy videóüzenetben elmondta, hogy szó sincs ilyenről, és amit a rádió állít, az hazugság. Aznap este a vezérigazgatótól kapott telefon után közölte, hogy szerdán mégis beengedik őket műsort készíteni. Ez így is történt. November 16-án reggel beengedték őket a rádió épületébe és el is készült az adás, azonban bejelentették, hogy az aznapi lesz az utolsó a Class FM berkein belül. Elmondásuk szerint szürreális viszonyok uralkodtak az épületen belül, mindenhova biztonsági őrök kísérték őket, az adás utolsó perceiben kikapcsolták a stúdióban az internetet és a kávéautomatát is elvitték. Aznap délután a rádió tulajdonosa, Michael McNutt levelet küldött, melyben tudatta Sebestyén Balázzsal, hogy továbbra is visszavárják műsort készíteni, melyre a következő választ kapta: „Kedves Michael! Már így is nevetség tárgya vagy, hogy hazugságokat állítasz egy sajtóközleményben, majd kirúgod az embereidet, aztán amikor ez túl nagy port kavar, akkor megijedsz és könyörögsz nekik, hogy inkább jöjjenek vissza és készítsenek műsort... Úgyhogy szerintem hagyd abba ezt a csiki-csuki játékot, mert lassan senki nem tud már komolyan venni, és így a megmaradt hallgatókat is elveszíted.”
Még aznap lekerült a Class FM hivatalos oldaláról a Morning Show csapatát ábrázoló kép, és a Facebook oldal kedvelőinek száma is rohamosan csökkenni kezdett. Az utolsó két reggel - az eset ellenére - Best of Morning Show adás volt hallható, a nap többi folyamán rendes adásmenettel. Az utolsó napi adás különösebb történések nélkül ment le, azonban Vágó Piros és Abaházi Csaba elköszöntek a hallgatóktól; pályafutásukat a Sláger FM-en folytatták, ahol a Sláger Reggel című műsort vezették, 2017-ig közösen. Az utolsó órában a Class Mix hamarabb befejeződött, majd leadták Lykke Li I Follow Rivers és az Uncle Cracker, Muse és Hardwell azonos című Follow Me dalát, utalva az internetes folytatásra és a "Kövess bennünket!" kampányra. Ezután a Kelemen Kabátban Köszönöm szépen című dala hangzott el, majd a Himnusz után a Class FM befejezte az analóg sugárzást.

### Internetes adás
Az internetes adás indulásával a Class FM-hez igazolt a Petőfi Rádióból ismert Juhász Bálint, a Rádió 1-ről ismert Mákszem Levente és Libby Walker.
2017 augusztusától 2018-as megszűnéséig a főcsatorna mellett további 3 különböző stream műsorait lehetett hallgatni a rádió honlapján:
1. Class FM: a főcsatorna
2. Class FM UK
3. Class FM Hot Hits: a legfrissebb újdonságok
4. Class FM Magyarok: csak magyar zenék

2018. június 15. óta a Retro Rádió hallható a 2016 novembere óta néma frekvenciákon.
2018 nyarán megindult a rádió leépülése: július közepén csendben és váratlanul megszűnt a - 2017 áprilisában más műsorvezetőkkel újraindított - Morning Show, majd augusztus 1-jétől a hírek kikerültek az adásmenetből. Ezzel párhuzamosan több műsorvezető is elhagyta a rádiót: Szani Roland a Méz Rádióhoz, Garami Gábor a Sláger FM-hez, míg Juhász Bálint a Music FM-hez igazolt. Bár még minden műsorvezető hallható volt, az adás kizárólag ismétlésekből állt.
2018 októberében végrehajtást indítottak a rádiót működtető Advenio Zrt. ellen. Az igazgatóságot visszahívták, a vezérigazgató Elvis Jerome Harrigan Brit Virgin-szigeteki lakos lett, aki korábban politikusként tevékenykedett. November végétől a cég felszámolás alatt áll. A műsorsugárzás közel 2 év online működés után megszűnt. 2019 májusában megszűnt a weboldala, a classfm.hu. Azóta egy 2019. novemberi és 2022. januári ideiglenes lekapcsolást leszámítva, erre a Wikipédia-szócikkre irányít át. Facebook oldala máig létezik. 

## Lefedettség és frekvenciák

A Class FM vételkörzete 2012 júniusáig

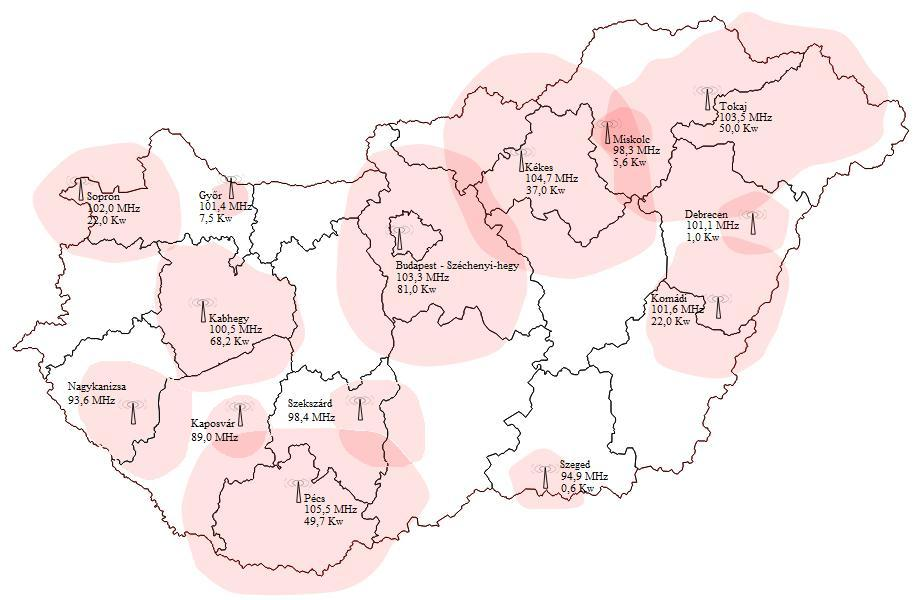
A Class FM vételkörzete 2012 szeptemberétől 2016 novemberéig

A Class FM 24 órában ultrarövidhullámon (FM) 15 adótoronyról 69%-os országos lefedettséggel sugározta műsorait. A frekvenciák:
- Budapest – 103,3 MHz
- Debrecen – 101,1 MHz
- Győr – 101,4 MHz
- Kab-hegy – 100,5 MHz
- Kaposvár – 89,0 MHz
- Kékes – 104,7 MHz
- Komádi – 101,6 MHz
- Miskolc – 98,3 MHz
- Nagykanizsa – 93,6 MHz
- Nyíregyháza – 103,5 MHz
- Pécs – 105,5 MHz
- Sopron – 102,0 MHz
- Szeged – 94,9 MHz
- Szekszárd – 98,4 MHz
- Tokaj – 103,5 MHz

2012 július-szeptember között három új adótoronyról indult el az adó műsora: Kaposvár, Nagykanizsa és Szekszárd hallgatói is jobb vételminőségben élvezhették a Class FM-et. A rádióadó tulajdonosai és a Médiatanács közleményükben rámutattak, hogy az adó a Médiatörvény értelmében igényelhetett vételkörzet-minőség javítására további frekvenciákat, amelyek a műsorszolgáltatási díj növekedésével járnak együtt. Az adó eredetileg tizenkét telephelyre nyújtott be igényt, ebből a Médiatanács hármat fogadott el, kilenc telephelyre (Baja, Debrecen, Szeged, Tatabánya, Komádi, Szentes, Kiskőrös, Békéscsaba, Vasvár) vonatkozóan nem fogadta el a kérelmet. Ebből utóbbi négy település körzetében nehézkes volt a vétel, a másik ötön a vételkörzet mérete okozott problémát. 2016. november 19-én elvesztette ezeket a frekvenciákat.

## Munkatársak
Vezérigazgatója 2018-ig Földes Ádám, programigazgatója Hamvas Viktor, programtanácsadója Bolla Zsolt volt.

### Műsorvezetők
Az alábbi műsorvezetők az analóg sugárzás utolsó hetéig, 2016 novemberéig voltak a rádió munkatársai:
- Abaházi Csaba – Class Kívánságműsor, Class 40 (2016. május 8-tól)
- Argyelán Kriszta – Class Hétvége
- Garami Gábor – Hétvégi Kívánságműsor
- Hársligeti-Kovács Boglárka - Class Top 10 America
- Rákóczi Ferenc – Morning Show
- Sebestyén Balázs – Morning Show
- Szani Roland – Class Kultúra, Class Night, Class Magyarok (2016. május 1-től)
- Vadon János – Morning Show
- Vágó Piros – Class Délután
- WhiteBoy – Class Mix

Az internetes adás műsorvezetői:
- Argyelán Kriszta - Class Hétvége, Class Night
- Garami Gábor - Class Délután
- Szani Roland - Class Night, Class Kultúra, Class Magyarok
- Juhász Bálint - Class Nap
- Mákszem Levente - Class Hétvége, Class Top 10 Amerika, Class 40
- WhiteBoy - Class Mix
- Stohl András - Morning Show
- Pataki Zita - Morning Show
- Janklovics Péter - Morning Show
- Libby Walker - Global Chart (Class FM UK)

2009–2014 között:
- Csiszár Jenő – Karma Kalauz (2009-2014)
- Kiss Orsolya – Karma Kalauz (szerkesztő; 2009-2011), Class 40 (2011-2016), Class Magyarok (2011-2016), Class Night (2014-2016)
- Kovács Áron – Class Délután (2009-2010), Class Shop (2010), Class 40 (2011-2016)

### Hírszerkesztők
- Monori Maja (2009-2010)
- Kőváry Anett (2009-2013)
- Kosztrihán Karolina (2009-2014)
- Pető Zoltán (2009-2012)
- Mezei Zsolt (hírigazgató; 2009-2015)
- Ortutay Dóra (2009-2010)
- Tóth Brigitta (2010-2013)
- Hunyad Ákos (2012-2017)
- Balás Árpád (2013-2015)
- Miklós Kata (2013-2016)
- Juhász Enikő (2014-2016)
- Bredák Alexandra (2015-2016)
- Veress Erzsébet "Liza" (2016-2018)
- Putnoki Zsuzsanna (2016)
- Halmi Anett (2016)
- D. Szabó Miklós (2016-2018)
- Berényi Attila (2016-2018)

## Hallgatottság
A Class FM és reggeli műsora, a Morning Show lett 2010 első mérései alapján a leghallgatottabb rádió, illetve reggeli műsor. A Class FM a 15 évnél idősebb hallgatók körében 15,6%-ot, a 18-49 év közöttiek körében 20,3%-ot, a Morning Show a 15 évnél idősebb hallgatók körében 10%-ot, míg ugyanez a műsor a 18-49 év közötti hallgatói táborban 12,1%-ot ért el.